# Allyson Swaby
Allyson Renee Swaby (* 3. Oktober 1996 in West Hartford, Connecticut) ist eine US-amerikanisch-jamaikanische Fußballspielerin. Ihre jüngere Schwester Chantelle Swaby ist ebenfalls jamaikanische Nationalspielerin.

## Karriere

### Verein
Swaby spielte von 2014 bis 2017 Fußball am College in den Vereinigten Staaten für die Boston College Eagles. Danach ging sie nach Island, wo sie für Fjarðab/Höttur/Leiknir in der dritten Liga spielte. Im November 2018 wechselte Swaby zur AS Roma in die Serie A. In der laufenden Saison 2022/22 wechselte sie in die USA zum neuen NWSL-Team Angel City FC. Sie kam in der Saison aber nur auf zwei Kurzeinsätze von zusammen 21 Minuten. Im Januar 2023 lieh sie ihr Verein für den Rest der Rückrunde an Paris Saint-Germain aus. Nach der Leihe kehrte sie nach Italien zurück und schloss sich der AC Mailand an. Im Gegensatz zu den vorherigen Stationen spielte Swaby in Mailand wieder regelmäßig. Ende Januar 2025 wechselte sie zu Crystal Palace in die FA Women’s Super League.

### Nationalmannschaft
Swaby wurde 2015 zur Olympiaqualifikation in die jamaikanische Nationalmannschaft eingeladen, lehnte jedoch zunächst ab. Nach ihrem Schulabschluss beschloss sie 2018, für die jamaikanische Fußballnationalmannschaft der Frauen spielen zu wollen. Bei der Fußball-Weltmeisterschaft der Frauen 2019 in Frankreich stand sie im jamaikanischen Aufgebot.